# 馮毅
馮 毅（ふう き、フォン・イ、Feng Yi 1982年8月20日- ）中華人民共和国出身の元野球選手。ポジションは一塁手・左翼手・捕手。右投右打。
長打力が持ち味である反面、守備力が課題。
かつては捕手としてプレーしていたが、現在は打力を生かすため一塁手や外野手として出場することが多い。
2006年にはワールドベースボールクラシック中国代表に選出された。